# 代爾巴特乾河

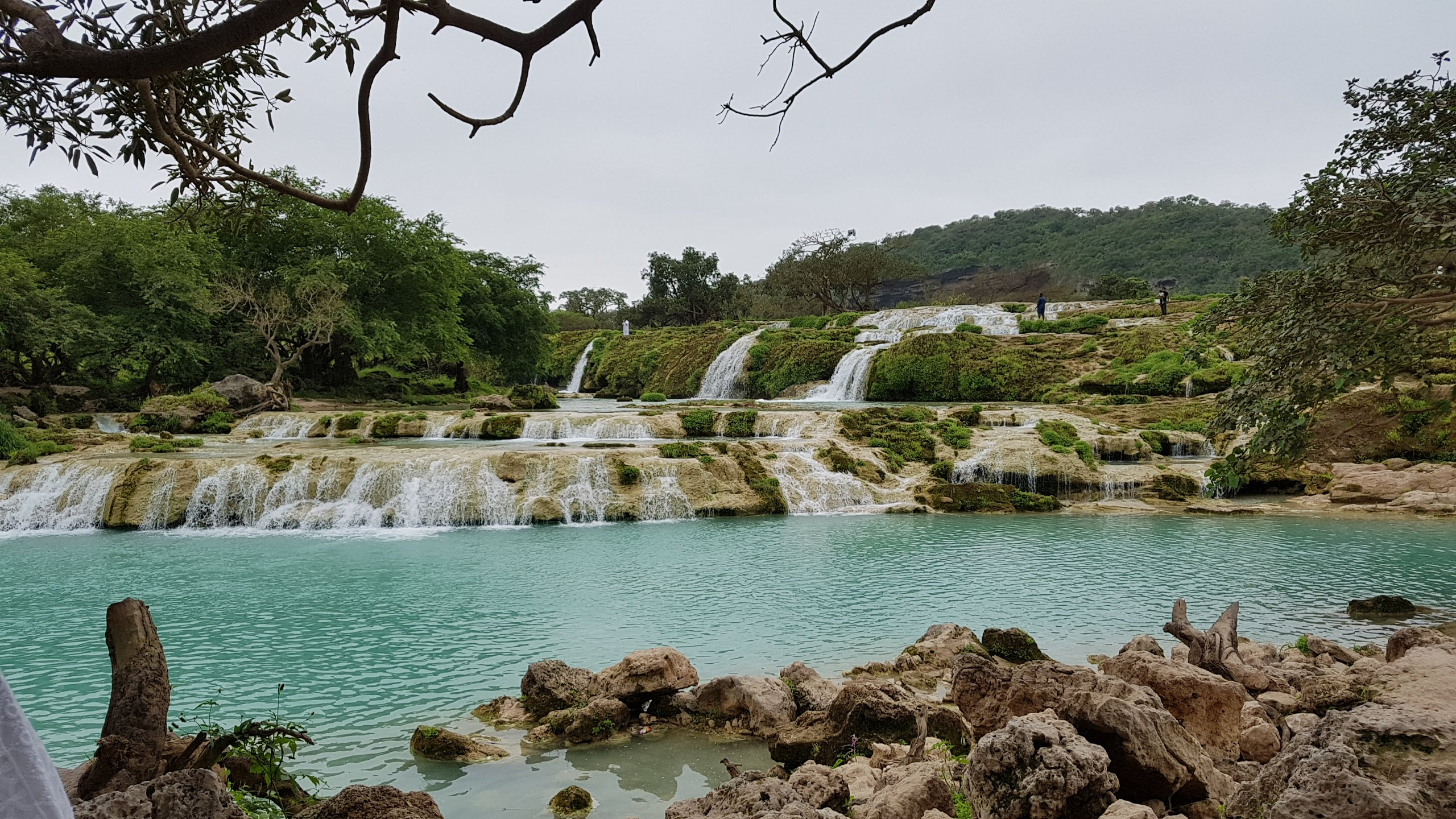

代爾巴特乾河（阿拉伯语：‎，羅馬化：Wādī Darbāt）是阿曼佐法尔省的一条季节性河流，其河口灣为劳里湖。其流经区域有几处瀑布和水潭，雨季时是旅游胜地。